# Christopher Newport
Christopher Newport (Londra, dicembre 1561 – Bantam, agosto 1618) è stato un navigatore britannico.
Egli è noto per aver comandato la spedizione che nel 1607 portò alla fondazione della Colonia della Virginia, il primo insediamento permanente britannico nel nuovo mondo.

## Biografia
Partì da Londra nel 1607 al comando di tre navi, la Susan Constant, la maggiore delle tre, la Godspeed e la Discovery, che portavano coloni per conto della  Virginia Company, allo scopo di creare una colonia in America. Essi sbarcarono nell'attuale Virginia, nella Chesapeake Bay e fondarono la città di Jamestown nella Colonia della Virginia.
Egli fece poi diversi viaggi di rifornimento dall'Inghilterra a Jamestown. Nel 1609, divenne comandante della nuova nave Sea Venture, che venne investita da un uragano e naufragò alle Bermuda. Questo avvenimento fece scoprire le isole Bermuda che divennero un insediamento permanente britannico. L'arcipelago, in un primo tempo noto come Somers Isles (prese il nome da Sir George Somers ammiraglio della Virginia Company che sopravvisse al naufragio della Sea Venture), è ancora oggi uno dei territori d'oltremare del Regno Unito dopo oltre 400 anni.
La Christopher Newport University di Newport News prese il nome da  Christopher Newport.